# Appuyons nos troupes

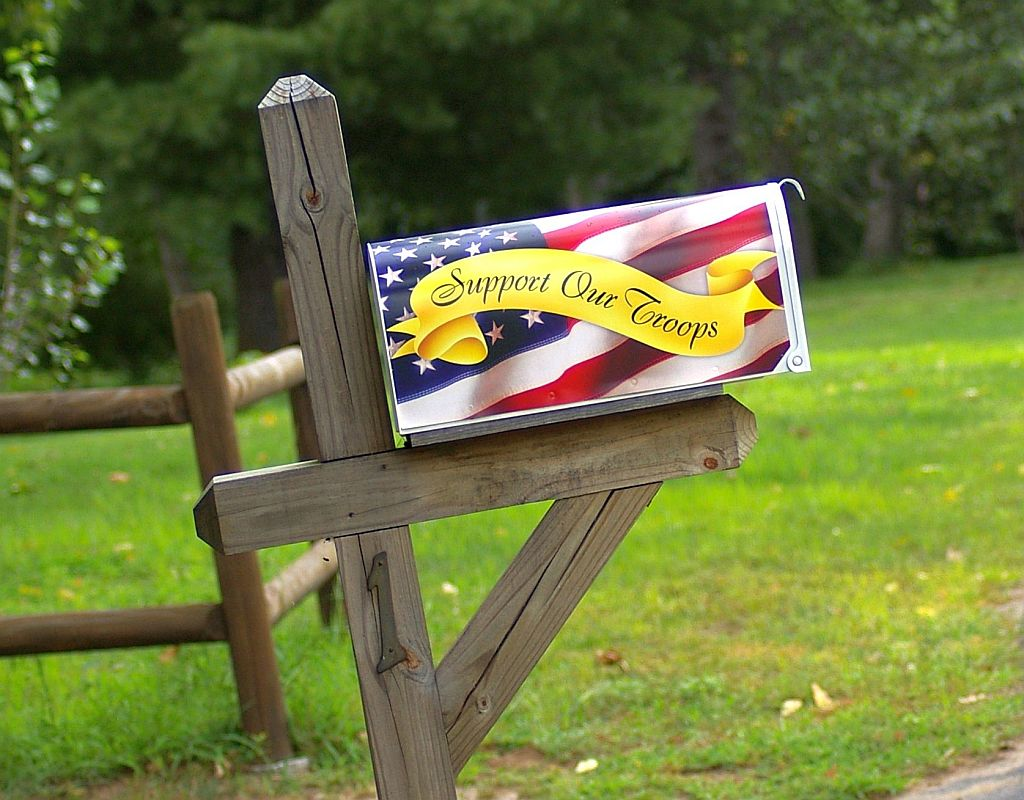
Support our troops sur une boite aux lettres aux États-Unis (2008).

« Appuyons nos troupes » (en anglais : Support our troops ; en espagnol : Apoya a nuestras tropas) est un slogan patriotique courant aux États-Unis et au Canada. Ce slogan a été utilisé lors de récents conflits, notamment la guerre du Golfe et la guerre d'Irak.
Le slogan est parfois perçu comme généralisant à tort des questions complexes ; quelqu'un peut par exemple soutenir les forcées armées de son pays sans pour autant appuyer la politique étrangère de son gouvernement.

## Ruban jaune
Depuis 2007, le ruban jaune « Appuyons nos troupes » est une marque de commerce déposée (numéro de la demande 0918155) du ministère de la Défense nationale administrée par les Services de soutien au personnel et aux familles des Forces canadiennes (SSPFFC) au nom des membres des Forces canadiennes. Il s’agit en fait d’une image protégée qui ne peut être utilisée sans l’autorisation explicite des Services de soutien au personnel et aux familles des Forces canadiennes.
Toutes les divisions des Services de soutien au personnel et aux familles des Forces canadiennes, opérationnelles et de soutien, peuvent utiliser l’image du ruban jaune pour leurs propres fins, publiques et non publiques. CANEX, une division des Forces canadiennes, est le seul détaillant autorisé de marchandises officielles et d’articles arborant le ruban jaune. L’image du ruban jaune ne peut pas être utilisée par une tierce partie aux fins de promotion de ses biens et services. L’utilisation de l’image du ruban jaune est autorisée seulement dans le contexte d’activités de commandites ou de collecte de fonds « Appuyons nos troupes ».
En collaboration avec ServiceOntario, CANEX a créé un programme de plaques d’immatriculation de l’Ontario portant le logo du ruban jaune « Appuyons nos troupes ».